# Wojciech Bartkowicz
Wojciech Jerzy Bartkowicz (ur. 18 października 1963 w Rawie Mazowieckiej) – polski duchowny rzymskokatolicki, doktor teologii moralnej.

## Życiorys
Przed wstąpieniem do seminarium duchownego w Warszawie ukończył studia prawnicze. 22 maja 1993 przyjął święcenia kapłańskie z rąk ówczesnego Prymasa Polski ks. kard. Józefa Glempa. W 1995 rozpoczął studia doktoranckie z zakresu teologii moralnej na Katolickim Uniwersytecie Lubelskim. Od czerwca 2010 do czerwca 2025 pełnił funkcję rektora w Wyższym Metropolitalnym Seminarium Duchownym w Warszawie.
Od 2009 roku należy do zespołu redakcyjnego kwartalnika „Pastores”, poświęconego formacji kapłańskiej.

## Wybrane publikacje
- Wolność jako problem graniczny filozofii i teologii: studium z (meta)teologii moralnej, Warszawa 2004, ISBN 83-87802-88-3
- Różaniec to skarb, który trzeba odkryć (współautor), Warszawa 2010, ISBN 978-83-7257-447-3